# فطر غيري التغذية

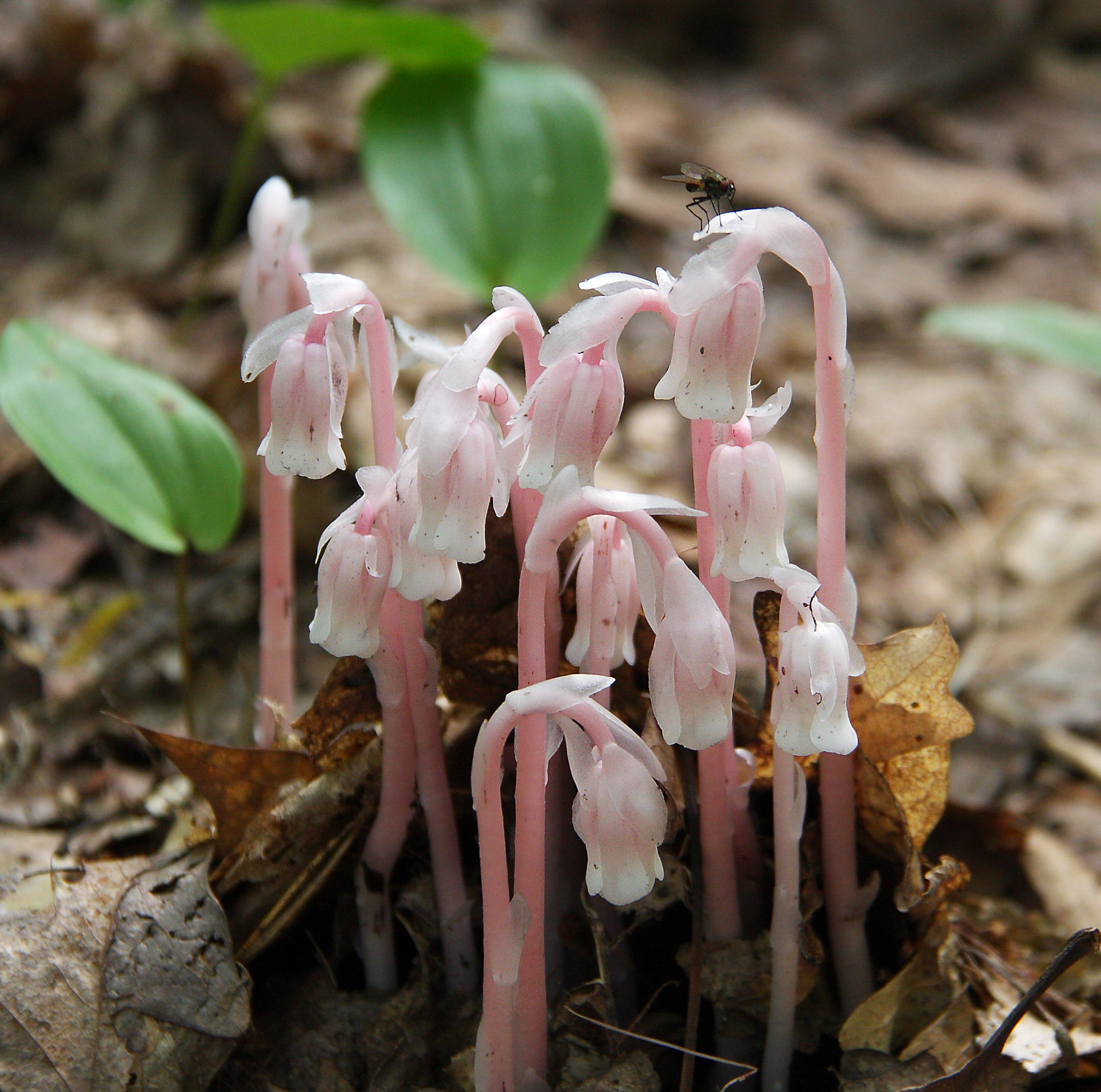
مونتروبا يونيفلورا هو كائن غيري التغذية ومعروف بتطفله على الفطريات التي تنتمي إلى الفصيلة الراسيثولية.

الفطر غيري التغذية أو رَّمام هو عبارة عن علاقة تعايش بين أنواع معينة من النباتات والفطر من خلالها يحصل النبات على احتياجاته الغذائية بالكامل أو جزء منها عن طريق التطفل على الفطريات وليس من خلال التركيب الضوئي. ويعتبر الفطر غيري التغذية هو النبات الطفيلي الشريك في هذه العلاقة. وتعتبر هذه العلاقة نوعًا من الغش كما يشار إليها أحيانًا وبطريقة غير رسمية باسم «غشاشي الميكوريزا». ويشار إلى هذه العلاقة أحيانًا بالتغذية الفطرية وذلك على الرغم من أن هذا المصطلح يُستخدم أيضًا للإشارة إلى النباتات التي تشارك في علاقات تنافع أو جذريات فطرية.

## العلاقة بين الكائنات غيرية التغذية والفطريات المضيفة
بريفبز الراسيثولية

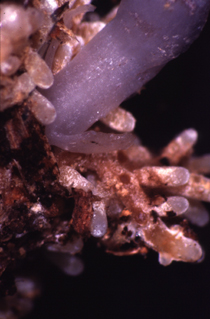
جذور مونتروبا ونيفلورا غيرية التغذية مع مسيسيليوم

توجد الكائنات الكاملة (أو الإجبارية)غيرية التغذية عند وجود نبات غير ضوئي يفتقر بشكل كبير إلى الكلوروفيل أو يفتقر إلى الوظيفة الضوئية) ويحصل على جميع احتياجاته الغذائية من الفطريات، وهو ما يسمى بالتطفل. بينما توجد الكائنات الجزئية (أو الاختيارية) غيرية التغذية عند وجود نبات قادر على التمثيل الضوئي ولكنه يتطفل على الفطريات باعتبارها إمدادات غذائية تكميلية. كما توجد أيضًا نباتات مثل بعض أنواع السحلبية وهي نباتات غير ضوئية وغيرية التغذية كجزء من دورة الحياة الخاصة بها، وفي نفس الوقت هي ضوئية واختيارية غيرية التغذية أو ذاتية التغذية لبقية دورتها الحياتية. ليس كل النباتات غير الضوئية أو «غير اليخضورية» غيرية التغذية فإن بعض النباتات غير الضوئية مثل نبات الحامول تتطفل مباشرة على النسيج الوعائي للنباتات الأخرى.
كان يُعتقد في الماضي أن النباتات غير الضوئية تحصل على احتياجاتها الغذائية عن طريق هدم المواد العضوية بطريقة مشابهة لفطريات رمامية. ولذلك كانت تسمى مثل هذه النباتات «نباتات رمامية». ومن المعروف أنه لا يوجد نبات قادر من الناحية الفسيولوجية على الهدم المباشر للمواد العضوية، لذلك يجب على النباتات غير العضوية، من أجل الحصول على الغذاء، أن تدخل في عملية التطفل سواء من خلال الكائنات غيرية التغذية أو التطفل المباشر للنباتات الأخرى.
ويكون التواصل بين النبات والشركاء الفطريين في هذه العلاقة بين جذور النبات وميسيلوم الفطريات. وبالتالي تشبه الكائنات غيرية التغذية بشكل كبير الجذريات الفطرية (ويعتقد بالفعل أنها تطورت من جذريات فطرية)، إلا أنه في الكائنات غيرية التغذية يكون تدفق الكربون من الفطريات إلى الكربون وليس العكس.
ويمكن لمعظم الكائنات غيرية التغذية أن ينظر إليها على أنها تطفل، وذلك لأنها تأخذ الطاقة من الفطريات التي بدورها تحصل على طاقتها من نبات وعائي. وفي الحقيقة تحدث مثل هذه العملية في سياق شبكة جذرية فطرية مشتركة، يستخدم فيها النبات الجذريات الفطرية لتبادل الكربون والعناصر الغذائية مع النباتات الأخرى. وفي هذه الأنظمة تلعب الكائنات غيرية التغذية دور «الغشاشين الجذريين الفطريين»، حيث تأخذ الكربون من الشبكة المشتركة دون مقابل معروف.
وبالتطابق مع التقارير القديمة، فقد تبين مؤخرًا أنه يمكن دعم بعض السحلبيات غيرية التغذية عن طريق الفطريات الرمامية مستغلة القمامة المتحللة من القمامة أو الأخشاب. وبالإضافة إلى ذلك، فقد ثبت أن معظم النباتات الخضراء (التي تنمو بالقرب من الأنواع غيرية التغذية) تشارك في عملية غيرية التغذية بشكل جزئي أي أنها قادرة على أخذ الكربون من الفطريات الرمامية بالإضافة إلى استهلاكها الضوئي.

## تنوع أنواع الكائنات غيرية التغذية والفطريات المضيفة
توجد الكائنات غيرية التغذية بين عدد من مجموعات النباتات. جميع السحلبيات الأحادية وغير الضوئية مليئة بالكائنات غيرية التغذية كما هو الحال في النبات الطحلبي غير الضوئي كريببوسالس. وتشيع عملية غيرية التغذية في أسرة النباتات الجبلية مع أنواع قليلة مثل الفويرا الذي يعتبر غيري التغذية بشكل كامل والسحلبيات الضوئية وعدد من المجموعات النباتية الأخرى. وتمتلك بعض السراخسو ونباتات رجل الذئب بعض مراحل عملية غيرية التغذية والنبات المشيجي. وعادة ما تمتلك الفطريات التي تتطفل من خلال الكائنات غيرية التغذية احتياطات طاقة كبيرة وذلك للاستفادة منها، أو فطريات رمامية على الرغم من أن هناك بعض الأدلة التي تقول أنه من الممكن لمثل هذه الأنواع أن تتطفل على الفطريات الطفيلية التي تشكل شبكات أفطورية واسعة مثل الفطر العسلي.
ويمكن العثور على أمثلة من الفطريات التي تتطفل من خلال النباتات غيرية التغذية بين الجذريات الفطرية والميكوريزا الشجيرية والميكوريزا السحلبية fungi. ويشير التنوع الكبير لأسر النباتات غير ذات الصلة مع الكائنات غيرية التغذية وأيضًا تنوع الفطريات التي تستهدفها الكائنات غيرية التغذية إلى تطور مواز متعدد للكائنات غيرية التغذية من أسلاف الميكورزيا.

## كتابات أخرى
- Hershey DR. 1999. Myco-heterophytes and parasitic plants in food chains. American Biology Teacher 61: 575–578.
- Hibbett DS. 2002. When good relationships go bad. نيتشر 419: 345–346.
- Werner PG. 2006. Myco-heterotrophs: hacking the mycorrhizal network. Mycena News 57(3): 1,8.
- Dr. Martin Bidartondo: Selected publications
- D. Lee Taylor Lab: Recent Publications
- M.-A. Selosse's publications نسخة محفوظة 3 أبريل 2007 على موقع واي باك مشين.

## وصلات خارجية
- The Strange and Wonderful Myco-heterotrophs The Parasitic Plant Connection, SIU Carbondale, College of Science.
- Wayne's Word Noteworthy Plant For June 1997: Fungus Flowers – Flowering Plants that Resemble Fungi نسخة محفوظة 24 أغسطس 2006 على موقع واي باك مشين. by WP Armstrong.
- Fungus of the Month for October 2002: Monotropa uniflora by Tom Volk, TomVolkFungi.net
- Martín's Treasure Chest – images of myco-heterotrophs by mycologist Martín Bidartondo.